# Néber Araújo
Neber Araújo (Cerro Largo, 7 de septiembre de 1937) es un periodista, locutor, empresario, y presentador de televisión uruguayo.

## Biografía
Nació en la cuarta sección del departamento de Cerro Largo, una zona rural en la que vivió con sus padres y sus dos hermanos hasta los ocho años. Se mudaron a Melo donde completó sus estudios primarios y secundarios.
Trabajó como conductor principal del noticiero central Telemundo de Teledoce de Montevideo, hasta el 18 de diciembre de 2002. Su carrera periodística se extendió por más de cuarenta años.
Trabajó tanto en radio como en televisión. En CX 8 Radio Sarandí condujo por varias décadas, el programa matutino En vivo y en directo, en el cual también participaban otros reconocidos periodistas uruguayos como Jorge Traverso o Lil Bettina Chouhy. En 1993 trasladó su programa a CX24 Nuevotiempo 1010 AM, donde adelantó junto a Traverso un proyecto periodístico más amplio, pionero en la emisión de radio en línea en América Latina en 1997.
En televisión Araújo fue hombre ancla y entrevistador en el noticiero central Telemundo 12, y conductor de otros programas periodísticos de Teledoce. Además fue presentador de diversos programas y de transmisiones especiales en elecciones nacionales y en  plebiscitos.
Fue propietario de las estaciones de radio Setiembre FM que operaron para el área metropolitana de Montevideo en la frecuencia de 101.1 MHz, y para el área de Punta del Este, en 97.5 MHz.
Está casado con María del Carmen Felitto, y son padres de cuatro hijos: Néber, Ana Carolina, Federico y Sebastián.

## Premios
En 1998 recibe el Premio Morosoli, por su labor periodística, y ha sido galardonado con varios premios, entre ellos el Premio Iris.